# Fear Effect
Fear Effect é um jogo eletrônico de ação desenvolvido pela Kronos Digital Entertainment e publicado pela Eidos Interactive lançado em 1999 na Europa e em 31 de janeiro de 2000 na América do Norte para o PlayStation, uma sequência foi lançada 2 anos depois intitulada Fear Effect 2: Retro Helix.
De acordo com o site GameRankings, Fear Effect recebeu uma média de 84,89% de 31 análises realizadas.

## Jogabilidade
Fear Effect apresenta personagens renderizados em cel-shading, sendo um dos primeiros jogos a utilizarem esta técnica, o plano de fundo, ao invés de utilizar pré-renderização, utiliza full motion video, como consequência, acaba ocupando 4 discos, também há resolução de quebra-cabeças típicas de jogos do gênero survival horror.
O jogador controla uma das 3 personagens (Hana, Deke, ou Glas), tendo que encarar inimigos humanos e não humanos, a jogabilidade é similar a jogabilidade tanque de jogos do gênero, sendo que as personagens podem correr e atirar ao mesmo tempo, carregando duas armas, elas também podem atirar em 2 inimigos ao mesmo tempo, outra novidade é a possibilidade de se agachar e rolar.
O título do jogo se refere a barra de vida do personagem, quando atingido, a barra começa a pulsar mais rápido até ficar vermelha, o personagem pode ser acalmado evitando confronto com inimigos e resolvendo quebra-cabeças.